# Бујак (Дордоња)
Бујак (фр. Bouillac) насеље је и општина у југозападној Француској у региону Аквитанија, у департману Дордоња која припада префектури Бержерак.
По подацима из 2011. године у општини је живело 127 становника, а густина насељености је износила 10,29 становника/km². Општина се простире на површини од 12,34 km². Налази се на средњој надморској висини од 150 метара (максималној 243 m, а минималној 121 m).

## Демографија
| 1962. | 1968. | 1975. | 1982. | 1990. | 1999. | 2011. |
| ----- | ----- | ----- | ----- | ----- | ----- | ----- |
| 131   | 139   | 115   | 97    | 114   | 119   | 127   |

График промене броја становника у току последњих година